# Frau von Peiting

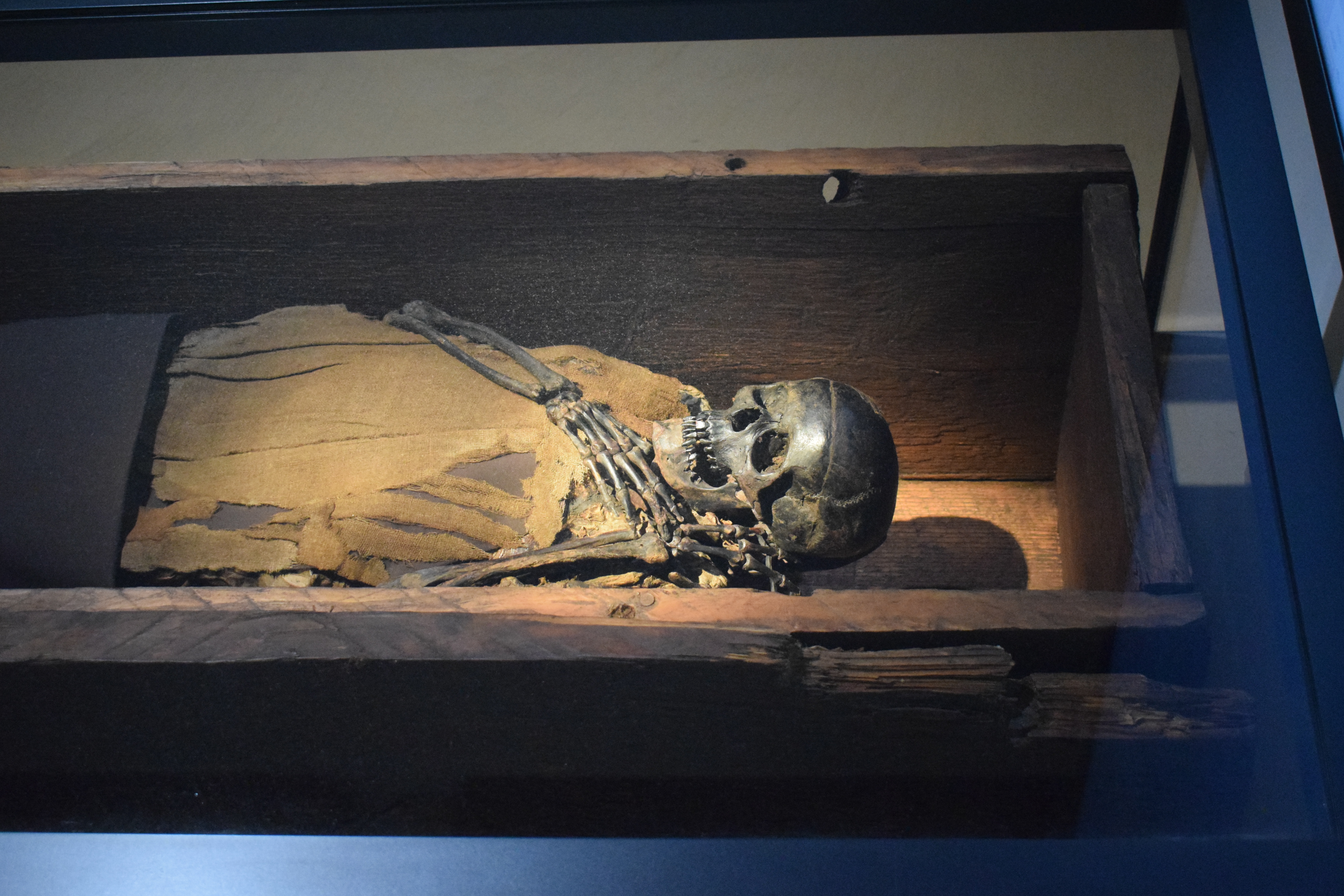
Detailansicht des Oberkörpers

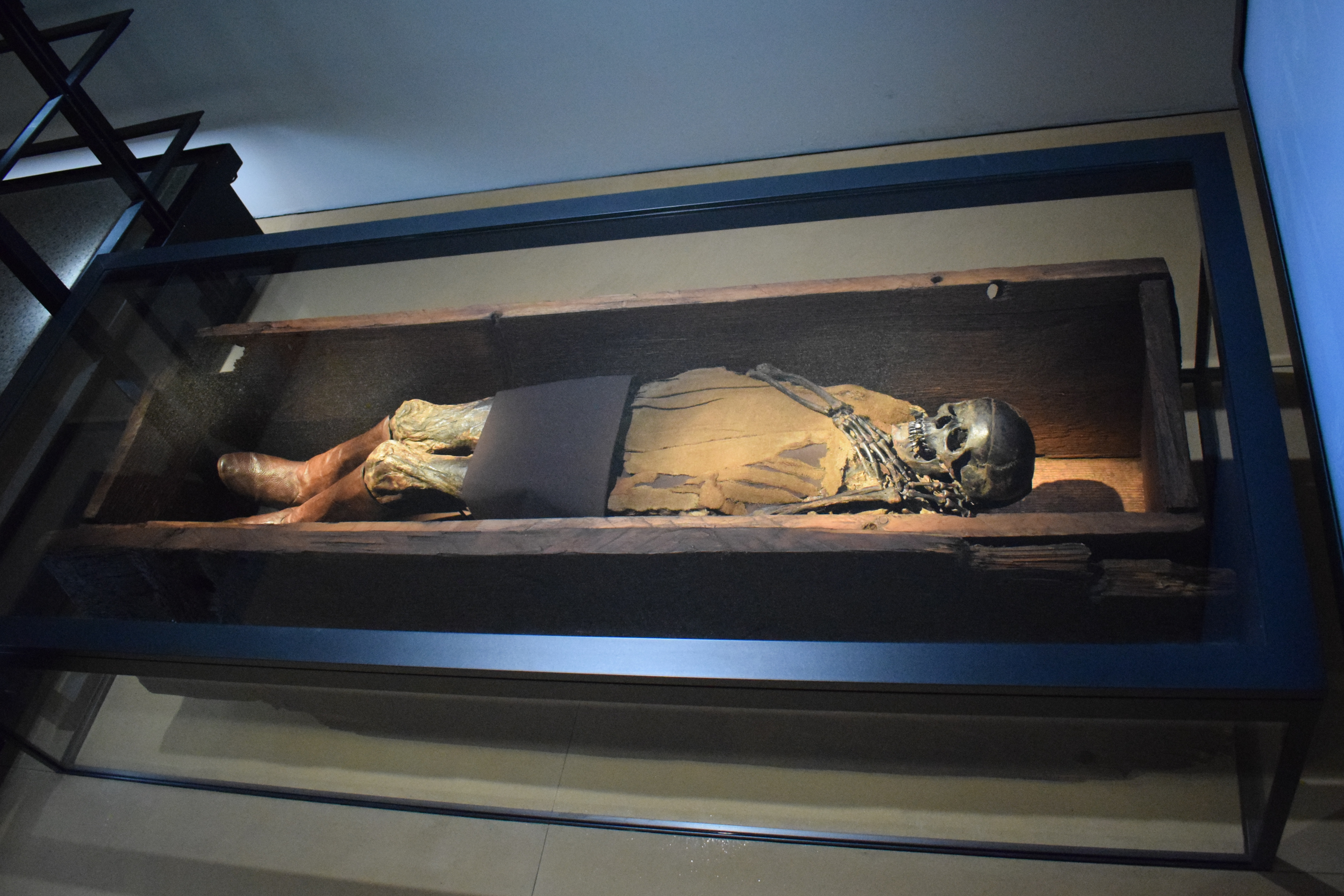
Gesamtansicht des Körpers

Die Moorleiche Frau von Peiting, populärwissenschaftlich auch Moorleiche Rosalinde genannt, wurde 1957 beim Torfabbau im Moor Weiter Filz auf damals gemeindefreiem Gebiet zwischen den oberbayerischen Gemeinden Peiting und Hohenpeißenberg in einem Holzsarg gefunden. Nach aktuelleren Untersuchungen datiert der Fund in das 14. oder 15. Jahrhundert und ist eine der wenigen dokumentierten und erhaltenen Moorleichen aus Bayern. Sie befindet sich in der Dauerausstellung der Archäologischen Staatssammlung in München.

## Fundort
Die Fundstelle liegt im Moor Weiter Filz, auf dem Gebiet der Gemeinde Hohenpeißenberg, Landkreis Weilheim-Schongau, nahe der Gemeindegrenze zu Peiting (47° 48′ 56,1″ N, 10° 58′ 13,5″ O). In diesem Moor wurde in der Zeit von 1923 bis 1990 industriell Torf abgebaut. Bei diesen Torfarbeiten wurde bereits mehrere Jahre zuvor, etwa 750 m nördlich der Fundstelle, mehrfach ein Knüppeldamm angeschnitten, der nach und nach vollständig mit abgebaut wurde. Zunächst wurde die Fundstelle der Gemeinde Peiting zugeschrieben. Erst nach der Neubestimmung der Fundstelle im Jahre 2007 wurde deren Lage auf Hohenpeißenberger Gebiet bestätigt. Die früher oft publizierte und falsche Bezeichnung der Fundstelle als Schwarzer Laich bzw. Schwarzlaichmoor ging auf eine missverständliche Erwähnung des Grabungstechnikers Wilfried Titze in seinem Grabungsbericht zurück, die anschließend fehlerhaft weiter publiziert wurde. Titze berichtete von schriftlich überlieferten Kämpfen aus dem Jahre 1525, die in dem etwa einen Kilometer weiter südöstlich gelegenen Schwarzlaichmoor stattgefunden haben sollen. Begünstigt wurde diese Verwechslung auch durch eine assoziative Verknüpfung der Flurbezeichnung „Laich“ (übertragen für „Lichtung“) mit dem Wort „Leiche“.

## Fundumstände
Am 23. Juli 1957 stieß der Arbeiter Samuel Gunsch mit einem Bagger in der senkrecht abgestochenen Torfwand auf die darin steckende Holzkiste. In der Vermutung, es handele sich um eine Schatzkiste, stellte er die Arbeiten ein. Nach einem Blick durch die mit der Baggerschaufel aufgerissene Ecke des Deckels erkannte er den Inhalt. Gunsch informierte den Leiter des Torfabbaubetriebes der Kaufbeurer Firma Momm & Co. KG, dieser ließ die Kiste wieder mit Torf bedecken, um sie vor dem Austrocknen zu schützen, und meldete den Fund den zuständigen Behörden. Die herbeigerufene Polizei erkannte die historische Bedeutung des Fundes, informierte am 24. Juli das Bayerische Landesamt für Denkmalpflege in München und sicherte den Fundort ab. Noch am gleichen Tag reiste der Grabungstechniker Wilfried Titze im Auftrag des Landesamtes an und begann mit der mehrtägigen Freilegung des Fundes. Er führte Sondierungsbohrungen im Umkreis von vier Metern um die Fundstelle durch, die jedoch keine weiteren Befunde im Boden ergaben.
Aufgrund fehlender Erfahrungen mit der Konservierung von Moorfunden übertrug das Bayerische Landesamt für Denkmalpflege am 25. Juli Karl Schlabow vom Textilmuseum Neumünster die wissenschaftliche Bearbeitung und Konservierung des Fundes, da Schlabow seinerzeit als Experte für diese Fundgattungen bekannt war. Am 29. Juli reiste Schlabow mit seinem Assistenten Willi Schramm zur Bergung an. Der Fund und Sarg wurden in einem Bretterverschlag verpackt, mit weichem Torfmull gesichert und auf einem gefederten LKW nach Neumünster transportiert.
Im Mai 1959 untersuchte Titze den angeschnittenen Knüppeldamm und zog Holzproben daraus, die jedoch nicht weiter untersucht wurden und jetzt verschollen sind. Im Herbst 1962 unternahm Titze dann eine Nachgrabung an der Fundstelle der Moorleiche. Durch Sondierungen und einen großen Suchschnitt bis auf den anstehenden tonigen Grund ermittelte er die genaue Tiefe des Moores von 1,2 Metern, jedoch ergaben diese Grabungen keine weiteren Funde. In seinem Bericht teilte er ebenfalls mit, dass der Knüppeldamm mittlerweile vollständig zerstört war.

## Wissenschaftliche Bearbeitung und Konservierung
Die erste wissenschaftliche Bearbeitung erfolgte nach der Ankunft in Neumünster unter der Leitung von Rudolf Ullemeyer und Karl Schlabow. Die Leiche wurde durch mehrere Neumünsteraner Gerichtsmediziner obduziert, wofür der Torso großflächig eröffnet wurde. Alle inneren Organe wurden entnommen und separat konserviert. Organproben wurden für weitere Spezialuntersuchungen an verschiedene Institute weltweit versandt. Nach der Obduktion begannen am 5. August 1957 die Konservierungsarbeiten. Der Körper der Frau wurde neun Monate in einem Bad aus Eichenlohe sowie durch partielles Einstreichen mit einem Öl konserviert. Der nach der Organentnahme leere Torso wurde mit Füllstoffen, vermutlich Papierschnipseln, aufgefüllt. Die Sezierschnitte wurden vernäht und entstandene Hautdefekte wurden mit Füllmassen ausgeglichen. Zur endgültigen Aufbereitung des Körpers für die museale Präsentation wurden anstelle der entnommenen Knochensegmente, wie der Halswirbelsäule, Schienen aus Metall und Holz eingebracht und lose Knochen mit Drahtschienen verbunden. Fehlende oder entnommene Knochen wurden teilweise durch Nachbildungen aus Holz ersetzt. Entnommene Zähne wurden ebenfalls durch Kunstzähne ergänzt, wobei nicht alle Zähne und Knochen im anatomisch korrekten Verband eingesetzt wurden. Der bei der Obduktion aufgesägte Schädel wurde mit Metallstiften fixiert und anschließend wieder zusammengeklebt. Die sichtbaren Nähte wurden mit einer Füllmasse und Farbe kaschiert. Die Konservierung des Sarges erfolgte mit Methylzellulose und mehrfachem Einstreichen mit einem verdünnten Firnis. Auf den Boden im Inneren des Sarges wurde stellenweise ein Veloursgewebe geklebt. Die in Einzelteilen geborgenen Stiefel wurden mit Dégras, einem Gerberfett, behandelt und anschließend wieder zusammengenäht.

### Eigentumsfrage
Nach Abschluss der wissenschaftlichen Untersuchungen und der Konservierungsmaßnahmen Anfang der 1960er Jahre erhoben weder das Landesamt für Denkmalpflege in Bayern noch die Gemeinde Peiting Anspruch auf den Fund, so wurde die Moorleiche im Textilmuseum Neumünster aufbewahrt und ausgestellt. Erst 1987 forderte die Gemeinde Peiting den Fund zurück, um ihn im Schongauer Heimatmuseum zu ihrem 550. Jahrestag ausstellen zu können. Nach einem drohenden Rechtsstreit einigten sich die Gemeinde und das Textilmuseum Neumünster, den Fund der Gemeinde zur 550-Jahr-Feier im Jahr 1988 als Leihgabe zur Verfügung zu stellen. Mit der Neustrukturierung des ehemaligen Textilmuseums Neumünster wurde der Fund 2007 dem Freistaat Bayern übergeben, der die weitere Erhaltung und wissenschaftliche Untersuchung des Fundes trägt. Im Bayerischen Moor- und Torfmuseum Rottau wird ein Modell des Fundes ausgestellt.

### Neubearbeitung
Mit der Überstellung des Fundes an das Bayerische Landesamt für Denkmalpflege im Jahre 2007 folgten interdisziplinäre Untersuchungen nach dem aktuellen Stand der Wissenschaft. Diese Untersuchungen sollten den augenblicklichen Zustand und ebenso die bisher durchgeführten Veränderungen an der Leiche des Fundes dokumentieren. Die bisher gewonnenen Erkenntnisse sollten dabei überprüft und vor allem neue, weitgreifende Fragen geklärt werden. In diesem Zuge wurde die Fundgeschichte anhand der Aktenlage neu rekonstruiert und Nachforschungen zu den Präparaten angestellt, die an andere Institute versandt wurden. Die Recherchen ergaben in vielen Fällen, dass geplante Untersuchungen aus den verschiedensten Gründen nicht durchgeführt wurden und Berichte wie Präparate nicht mehr auffindbar sind. Die ersten aktuellen Untersuchungsergebnisse lassen jedoch erkennen, dass der Fund grundlegend neu zu bewerten ist und zahlreiche der häufig publizierten Erkenntnisse revidiert werden müssen. Darüber hinaus sind zahlreiche weitere Untersuchungen geplant wie Isotopenanalysen, DNA-Analysen, histologische und toxikologische Untersuchungen um weitergehende Fragen zu klären.

## Befunde
Der Sarg lag in einer Tiefe von etwa 50 cm unterhalb der Oberfläche, in ost-westlicher Ausrichtung, mit dem Kopfende im Osten und Blick Richtung Westen. Im Sarg lag die gut erhaltene Leiche einer Frau mit auf der Brust verschränkten Armen, mit der linken Hand über der rechten. Die Frau trug ein langes, feines Wollkleid und als auffälligstes Kleidungsstück kniehohe Lederstiefel. Bis auf ein brettchengewebtes Haarband wurde kein weiterer Schmuck im Sarg beobachtet. Der Körper der Frau war nicht durch die über ihr liegenden Erdschichten zusammengedrückt, da er in dem massiven Sarg geschützt lag, anders als bei den meisten Moorleichen, deren Körper häufig auf nur wenige Zentimeter Dicke komprimiert sind.

### Anthropologische Befunde
Wie die Fotos der Grabung und die Obduktionsberichte zeigten, war der Körper der Frau in einem selbst für Moorleichen außergewöhnlich guten Erhaltungszustand. Lediglich das Gesicht, die unter dem Kinn liegenden Hände und Teile der Brüste waren stärker skelettiert. Ihr Körper hat, aufgrund der gebeugten Beinhaltung und des losen Kopfes, eine Länge von 146 cm. Die rechnerisch ermittelte Körpergröße wurde 1957 mit 152 cm angegeben. Die Geschlechtsdiagnose als weiblich konnte aufgrund der deutlich erkennbaren Geschlechtsteile sowie charakteristischer Skelettmerkmale eindeutig bestätigt werden. Das Skelett liegt nahezu vollständig vor. Die Knochen sind stark entkalkt und waren bei der Auffindung weich und biegsam. Nach der Konservierung und Trocknung weisen die Knochen ein deutlich leichteres Gewicht auf. Das Skelett zeigte keine Spuren von zu Lebzeiten erlittenen Verletzungen oder verheilten Knochenbrüchen. Die Haut war durch die „Moorsäure“ gegerbt und zeigte ebenfalls keine Anzeichen von Verletzungen. Nach der Konservierung in Eichenlohe hat sie eine bräunliche bis braunrote Farbe und eine zähe, lederartige Konsistenz. Die zahlreich beobachteten Einschnitte in der Hauthülle gehen offensichtlich alle auf die Obduktion und verschiedene Probenentnahmen nach der Bergung zurück. Das Fettgewebe unter der Haut ist zu Leichenwachs umgebildet. Alle inneren Organe lagen 1957 bei der Obduktion vollständig und gut erhalten vor und zeigten keine krankhaften Veränderungen. Die dabei beobachteten Anzeichen einer verheilten Dickdarmentzündung und einer leichten, überstandenen Lungenspitzentuberkulose, können aufgrund der verlorengegangenen Organpräparate nicht mehr überprüft werden. Aus dem gleichen Grund lassen sich die, vermutlich vom heimischen Herdfeuer verursachten, Rußablagerungen in den Lungenbläschen nicht mehr überprüfen. Dass die Frau beim Heranwachsen keine Mangelernährung oder schwerere Krankheiten zu erleiden hatte, geht aus dem Fehlen von Harris-Linien (Wachstumsstörungen) an den Knochen hervor. Die stark geweiteten Hautpartien mit den Resten der ausgeprägten Fettablagerungen im Bauch-, Hüft- und Oberschenkelbereich deuten außerdem an, dass die Frau zu Lebzeiten sehr gut genährt war. Das Fehlen von degenerativen Veränderungen am Skelett sowie verschleißfreie Gelenkbereiche ihres Skelettes zeigen, dass die Frau keine schwere körperliche Arbeit verrichtete.
Dem Gebiss der Frau fehlen drei noch zu Lebzeiten verlorene Zähne, deren leere Zahntaschen gut verheilt waren. Vier weitere Zähne waren stark kariös und mussten der Frau ständig starke Zahnschmerzen verursacht haben. Ihr Oberkiefer zeigte einen deutlichen Überbiss von zwei bis drei Zentimetern, was ihr Gesicht auffallend geprägt haben musste. Ihr Unterkiefer hatte im Vergleich zum Oberkiefer eine ungewöhnliche Breite, die jedoch auch auf eine Verformung des Unterkieferknochens aufgrund der Lagerung im Moor zurückzuführen sein kann. Aufgrund der durch die Moorsäure abgebauten Zahnschmelzkronen war eine Analyse der Abnutzungsspuren auf den Zähnen nur begrenzt möglich. Die erhaltenen Dentinkörper ließen jedoch keine ungewöhnlichen Abnutzungsspuren erkennen.
Das Haupthaar der Frau war leicht meliert und hatte eine Länge von durchschnittlich 15 cm. Sie trug es zurückgekämmt und mit einem zweifarbigen Band aus Brettchengewebe gehalten.
Das Sterbealter der Frau wurde aufgrund des Status der Schädelnähte auf zwischen 15 und 25 Jahre, aufgrund des Gebisses auf maximal 25 Jahre, sowie auf Grundlage weiterer Skelettmerkmale und verwachsener Wachstumsfugen der Knochen auf ein Alter zwischen 20 und 30 Jahren geschätzt. Insgesamt wird ein Sterbealter zwischen 20 und 30 Jahren angenommen.
Auf der Haut der Leiche wurde ein – seit der letzten Untersuchung neuer – Befall durch Schimmelpilze registriert, der mechanisch entfernt werden musste.

### Letzte Mahlzeit
Nach den Untersuchungsergebnissen des Verdauungstraktes der 1950er Jahre nahm die Frau etwa sechs bis acht Stunden vor ihrem Tode ihre letzte Nahrung zu sich. Die an der Niedersächsischen Landesstelle für Marschen- und Wurtenforschung in Wilhelmshaven und der Rechtsmedizin des Hamburger Universitätsklinikums Eppendorf untersuchten Proben des Magens, des Darms und der Kotreste ergaben lediglich Pflanzenreste von Gemüse, Salatpflanzen, Spelzreste von Getreide und einige wenige Fasern tierischer Nahrung. In den Proben wurden keine auswertbaren Pollen gefunden. Eine Präzisierung dieser Ergebnisse ist kaum noch möglich, da der Darminhalt bereits 1960 nicht mehr vorhanden war und die entnommenen Proben heute größtenteils als verschollen gelten.

### Schwangerschaftssymptome
Aufgrund der in den 1950er bis 1970er Jahren durchgeführten Untersuchungen wurde angenommen, dass die Frau noch kurz vor ihrem Tode ein Kind gebar und wahrscheinlich im Wochenbett verstorben war. Dies wurde hauptsächlich aus dem extrem geweiteten Bauchgewebe, der hervortretenden Vulva, dem aufgeweiteten Beckenring sowie dem Zustand der Gebärmutter abgeleitet. Neuere radiologische Untersuchungen konnten diesen Befund jedoch weder eindeutig bestätigen noch widerlegen. Nach Ansicht von Klaus Püschel können die beschriebenen Schwangerschaftssymptome auch durch den beginnenden Verwesungsprozess verursacht worden sein.

### Isotopenanalysen
Die röntgenfluoreszenzspektroskopische Untersuchung von Metallisotopen in Zähnen und Knochen, zur Ermittlung der geographischen Herkunft der Frau von Peiting, erbrachte verschiedene Befunde. Die Isotopenwerte der Zähne wichen stark von denen der Knochen ab. Demnach muss während der Lagerzeit im Moor ein Austausch und eine deutliche Anreicherung von Isotopen in den Knochen stattgefunden haben, wohingegen die Isotopen im härteren Zahnmaterial stabiler isoliert waren. Ein weiterer starker Eintrag von Metallisotopen in den Knochen erfolgte durch Konservierungsmittel während der konservatorischen Maßnahmen nach der Bergung. Besonders an den Bereichen, wo die Armknochen durch Drahtwicklungen in ihrem anatomischen Verband fixiert wurden, sind ungewöhnlich erhöhte Konzentrationen an Metallionen gemessen worden. Die Auswertung der Strontiumisotopenanalyse der Zähne und Knochen im Vergleich mit geochemischen Daten von Bodenproben der Fundstelle ergaben, dass die Frau von Peiting wahrscheinlich nicht aus der näheren Umgebung der Fundstelle stammte.

### Todesursache
Die gerichtsmedizinischen Untersuchungen ergaben keine Hinweise auf die Todesursache. Möglich wäre auch ein Tod aufgrund toxikologischer Ursachen oder einer schnell verlaufenden Krankheit oder Infektion, die bei der früheren Obduktion übersehen wurden. Aufgrund der verschollenen Organproben lässt sich dies höchstwahrscheinlich nicht mehr ermitteln. Zudem erschwert das im Halsbereich vergangene Haut- und Muskelgewebe den Nachweis einer möglichen und auch bei vielen anderen Moorleichen beobachteten Strangulation.

## Archäologische Befunde
Neben der gut erhaltenen Leiche der Frau von Peiting sind vor allem die gefundenen Textilreste und die vorzüglich erhaltenen Stiefel von besonderem wissenschaftlichen Interesse. Diese werden zurzeit erneut textilarchäologisch und kostümkundlich umfassend untersucht.

### Kleidung
Die wissenschaftliche Auswertung der Kleidung erfolgte Ende der 1950er Jahre durch Karl Schlabow, der das Oberkleid als ein etwa knielanges Kleid aus heller, feiner Schafwolle interpretierte. Der Stoff des Kleides war auf der Vorder- und Rückseite in Falten gelegt, die auf Höhe unterhalb der Schultern vernäht waren und bis in den unteren, auf Kniehöhe liegenden Saum weit ausliefen. Durch die Einwirkung der Moorsäure ist die Wolle jetzt braun verfärbt. Spuren von Leinenresten auf dem Sargboden und dem Körper der Leiche weisen auf eine Unterbekleidung hin. Sollte sich der Nachweis von Flachsfasern im Sarg bestätigen, wäre dies einer der seltenen Funde von Leinengewebe aus einem Moor. Weitere Wollreste am Unterkörper, dem Schritt und den Oberschenkeln lassen auf eine weitere, eventuell hosenartige, Unterbekleidung aus leichtem Wollgewebe schließen. Ob die bisher gewonnenen Erkenntnisse bestätigt werden können, werden die aktuell laufenden Untersuchungen klären.
Um den Kopf trug die Frau ein zweifarbiges, etwa 18 mm breites Haarband in Brettchenwebtechnik, das in zwei Teilen von 37 und 23 cm erhalten ist.

### Stiefel
Eine Besonderheit stellen die hohen ledernen Stiefel dar, die nicht typisch für die Zeitstellung der Fundgegend sind. Das als Reitstiefel angesprochene Schuhwerk wurde in einer sorgfältigen und aufwändigen Schuhmacherarbeit hergestellt. Sie sind in Qualität und Erhaltungszustand aus dieser Zeit in Mitteleuropa einmalig. Der zylinderförmige Schaft ist aus weichem Ziegenleder, der Rand ist oben schräg angeschnitten und hat im Inneren eingenähte Verstärkungen. Sohle, Fußoberteil, Brandsohle sowie eingenähte Kappen an den Fersen sind aus hellbraunem Rindsleder hergestellt. Das Nahtmaterial aus gezwirnten Flachsfäden war durch die Moorsäure vergangen und die Stiefel konnten in Einzelteilen von der Leiche geborgen werden. Die Schuhsohle hat eine Länge von 23 cm und entspricht einer modernen Schuhgröße 36. Die Ende der 1950er Jahre von Günter Gall vom Deutschen Ledermuseum in Offenbach am Main anhand von Fotos und Zeichnungen vorgenommene Datierung in das 8. bis 9. Jahrhundert n. Chr. sowie seine Zuschreibung zu einem osteuropäischen Reiter- oder Hirtenvolk wurde aufgrund der Neudatierung in das späte Mittelalter widerlegt. Diese Neudatierung wirft jedoch weitere Fragen auf, da Stiefel mit solch hohen Schäften in der spätmittelalterlichen Frauenmode Süddeutschlands bisher nicht bekannt sind. Die aktuelle Begutachtung der Stiefel zeigte außerdem, dass diese nicht, wie ursprünglich vermutet, neu und extra für die Bestattung angefertigt wurden. Abnutzungsspuren und eine Flickstelle am rechten Stiefel zeigten, dass diese zu Lebzeiten bereits längere Zeit getragen wurden.

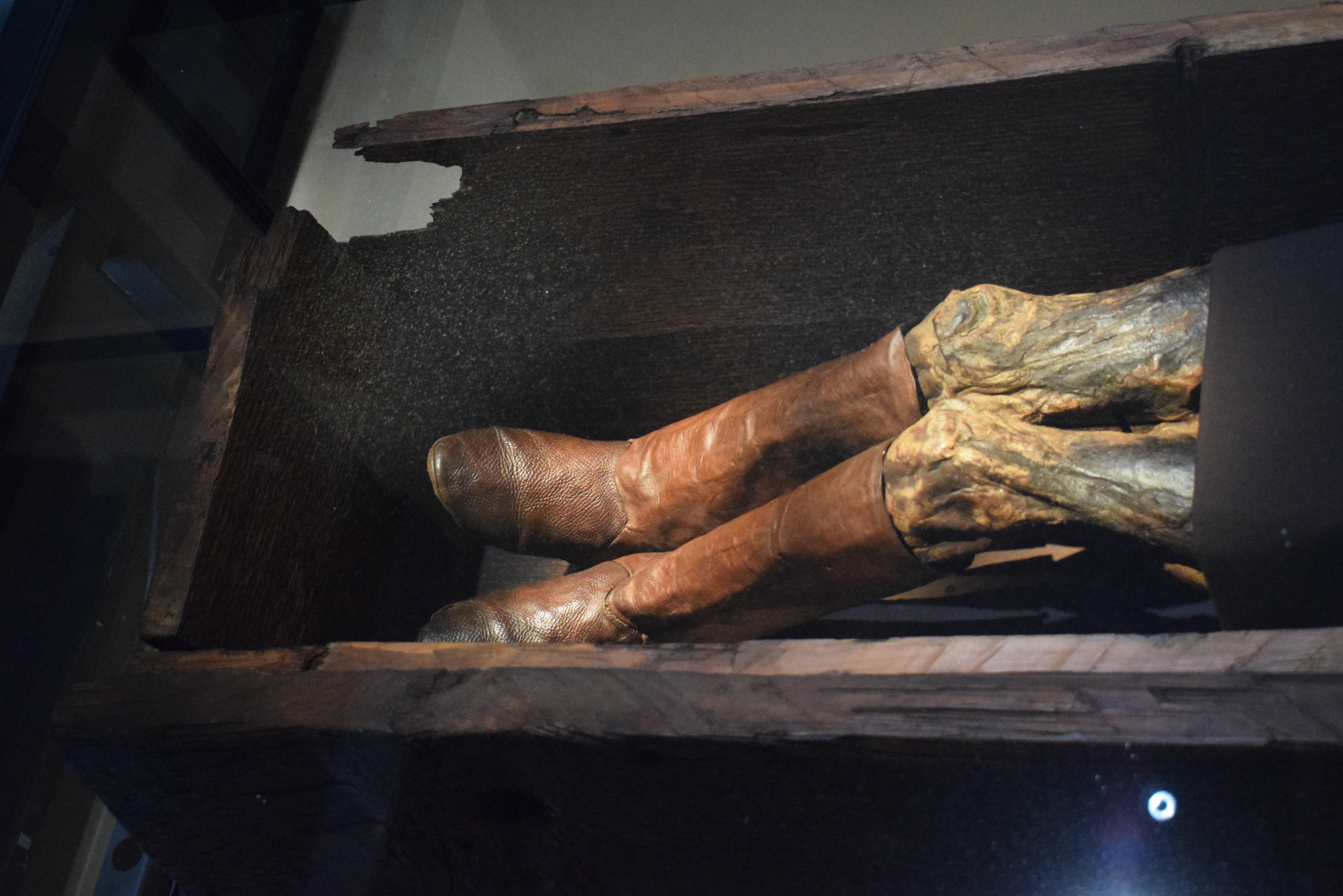
Die Stiefel der "Frau von Peiting"

### Sarg
Das Holz des Sarges war hervorragend erhalten. Die 183 cm lange Sargkiste hat eine Breite von etwa 34 bis 36 cm am Fußende, etwa 35 bis 39 cm am Kopfende und hat eine Höhe von 37 cm, wobei sich ihre Breite nach unten hin etwas verjüngt. Die Bretter der Sargkiste waren auf eine Stärke von 4 bis 4,5 cm gesägt und bestehen aus Fichtenholz (Picea abies). Kopf- und Fußbretter haben nahezu eine quadratische Form. Die Bretter waren mit runden, etwa 2,5 cm langen, Dübeln von durchschnittlich 1,4 cm Durchmesser aus Eschenholz (Fraxinus excelsior) sorgfältig zusammengefügt. Die Bretter stammten aus einem Baumstamm von mindestens 50 cm Durchmesser. Am Fußende weist der Sarg eine Beschädigung auf, die von der Schaufel des Torfbaggers verursacht wurde. Die Seitenbretter der Sargkiste und der Deckel weisen an allen vier Ecken etwa 3 cm im Durchmesser messende Bohrlöcher auf, die schräg von oben durch Bretter gebohrt wurden. In den Löchern wurden bei der ersten wissenschaftlichen Untersuchung Reste von Weiden- oder Bastfasern geborgen, außerdem wurden im Inneren des Sarges Späne gefunden, die vermutlich von der Herstellung herrührten. 2007 wurde das Sargholz am Institut für Holzbiologie und Holzschutz des Hamburger Johann Heinrich von Thünen-Instituts und dem Zentrum für Holzwirtschaft der Universität Hamburg holzbiologisch untersucht. Dabei wurden die verwendeten Holzarten der Sargkiste mikroskopisch und elektronenmikroskopisch auf Fichtenholz korrigiert, das bei den ersten Untersuchungen 1957 als Kiefernholz angesprochen wurde. An den Hölzern wurden Abbauspuren durch Bakterien an dem organischen Material beobachtet, die an den Fichtenbrettern leichter und an dem Holz der Eschendübel ausgeprägter erschienen. Dieser Abbauprozess fand jedoch vor der Versenkung des Sarges im Moor statt und wurde durch die nachfolgende Lagerung im sauren Moor vollständig gestoppt. Nach Ansicht der Wissenschaftler war der Sarg auf Grund der ausgewählten Holzarten und der sauberen handwerklichen Ausführung das Werk eines erfahrenen Schreiners. Sie widersprachen damit der früheren Ansicht, dass der Sarg in Eile zusammengezimmert wurde. Die chemischen Untersuchungen der Holzproben erbrachten hohe Konzentrationen der Schwermetalle Zink, Kupfer und Chrom, die vermutlich aus den Konservierungsmitteln der 1950er Jahre stammten. Die erhöhten Konzentrationen an Aluminium und Eisen wurden dagegen durch die lange Lagerung im sauren Moor in das Holz eingetragen. Das bei den Konservierungsarbeiten im Inneren des Sarges auf den Boden geklebte Gewebe erschwerte die Untersuchung der Holzverbindungen von Boden und Seitenbrettern, wurde aber bei den neueren Untersuchungen noch nicht entfernt.

## Datierung
Nach einem ersten Augenschein durch die Grabungstechniker Titze und Schlabow wurde 1957 eine Datierung in das Mittelalter angenommen. Gall vom Ledermuseum Offenbach datierte die Stiefel in das 8. oder 9. Jahrhundert n. Chr. Die an einem Holzsplitter aus dem Sargdeckel an der Universität Köln durchgeführte C14-Analyse ergab 1965 ein Alter von 1110 ± 80 Jahren BP. Diese Probe ergibt bei Anwendung der aktuelleren Kalibrierungsdaten aus 2007 ein Alter von 840 ± 80 BP, was einem Zeitraum von 1087 bis 1247 n. Chr. entspricht. 
Da die alte Datierung der Sargholzprobe zu unsicher erschien, wurde im Oktober 2007 eine Probe aus dem Gewebe der Leiche an der Friedrich-Alexander-Universität Erlangen-Nürnberg mittels Beschleuniger-Massenspektrometrie (AMS) auf ein Alter 552 ± 44 Jahren BP 14C-datiert. Demnach starb die Frau mit einer 95,4 %igen Wahrscheinlichkeit in dem Zeitraum zwischen 1290 und 1370 oder zwischen 1380 und 1440 n. Chr., also im Spätmittelalter. Aufgrund der hohen Differenz zwischen den beiden 14C-Datierungen ist eine neue AMS-Datierung des Sargholzes in Arbeit.

## Deutung
Die Sonderbestattung im Moor abseits eines Ortsfriedhofs im Zusammenhang mit den beschriebenen Schwangerschaftssymptomen und der hohen Reitstiefel führte zu zahlreichen Deutungsversuchen. Die Bestattung einer vermeintlichen Wöchnerin im Moor führte zur Annahme, dass sie vor ihrem plötzlichen Tod ein nichteheliches Kind gebar. Eine andere Theorie vermutete den Grund in mittelalterlichen Kirchenlehren, wonach ungesegnet gestorbene Wöchnerinnen nicht in gesegneter Erde bestattet werden durften.
Aufgrund des Fehlens jeglichen Schmuckes wurde vermutet, dass die Verstorbene keinen außergewöhnlich hohen Stand in ihrem sozialen Umfeld innehatte. Dagegen spricht jedoch der außergewöhnlich gute Ernährungs- und der relativ gute allgemeine Gesundheitszustand der Verstorbenen. Im krassen Gegensatz zu den sehr aufwendig gearbeiteten Stiefeln steht ihre einfache und schmucklose Bekleidung.
Da das Grab in der Nähe eines alten Bohlenweges lag, wurde vermutet, sie könne eine Fremde oder Durchreisende gewesen sein. Die Herkunft der Stiefel wurde von Günter Gall vom Deutschen Ledermuseum aus einem der mittelosteuropäischen Reiter- und Hirtenvölker vermutet. Die Ergebnisse einer aktuellen Strontiumisotopenanalyse stützt zumindest die Theorie, dass die Frau nicht in der näheren Umgebung der Fundstelle aufwuchs.
Den aktuellen Untersuchungsergebnissen zufolge entsprechen die geographische Ausrichtung des Sarges sowie die Armhaltung der Frau dem allgemeinen, christlichen Bestattungsritus des späten Mittelalters in der Region; demnach wurde die Leiche nicht „beseitigt“, sondern ordentlich und pietätvoll bestattet. Ob eine ungewöhnliche Erscheinung aufgrund des Überbisses, eine Ortsfremdheit oder ein unnatürlicher Tod Gründe für ihre Bestattung abseits eines ordentlichen Friedhofs waren, kann möglicherweise durch weitere Untersuchungen näher eingegrenzt werden.

### Verworfene Theorien
Nach einer von Karl Schlabow aufgestellten Theorie befand sich zum Zeitpunkt der Grablege an der Bestattungsstelle noch ein Gewässer. Durch die Löcher des Sarges waren Seile mit Beschwersteinen angebunden, damit der Sarg nicht wieder aufschwimmt. Der Sarg soll dann von einem Boot aus versenkt worden sein. Mit der Zeit sollen zuerst die Seile am Kopfende, und später die Seile des Fußendes verrottet sein, weswegen sich der Sarg zuerst mit dem Kopfende aufrichtete und später komplett an die Wasseroberfläche stieg. Dadurch sollen Teile des Kopfes und der vor der Brust verschränkten Unterarme nicht von Moorwasser umschlossen und folglich schlechter erhalten worden sein. Das Moor verlandete allmählich und es lagerte sich immer mehr Material im Gewässer ab, so dass der Sarg zum Zeitpunkt des Auffindens schließlich noch etwa 50 cm unterhalb der Geländeoberfläche lag. Diese Theorie muss als widerlegt gelten, da weder bei der Ausgrabung 1957, noch bei der Nachgrabung im Jahre 1962 geeignete Steine gefunden wurden. Der Grund für die unterschiedlichen Erhaltungszustände des Körpers kann auch in örtlich begrenzten, leichten Unterschieden der chemischen Zusammensetzung der Moorflüssigkeit begründet sein, die den Verwesungsprozess an bestimmten Körperteilen begünstigten.
Als unwahrscheinlich gilt die Vermutung, dass die Frau möglicherweise eine Jüdin war. Hiergegen spricht vor allem ihre Armhaltung und der gezimmerte Sarg. Durch eine DNA-Analyse soll versucht werden, eine mögliche jüdische Abstammung zu klären.

### Trivia
Ein alter Aberglaube besagt, dass verstorbene Wöchnerinnen noch sechs Wochen lang nach dem Kind sehen würden, deshalb mussten sie mit neuen Schuhen bestattet werden, da man sonst ihre schlurfenden Schritte gehört hätte.